# Blekingebrigaden
Blekingebrigaden (IB 41) var en infanteribrigad inom svenska armén som verkade i olika former åren 1949–1991. Förbandsledningen var förlagd i Växjö garnison i Växjö.

## Historik
Genom försvarsbeslutet 1948 beslutades att arméns fältregementen skulle omorganiseras, och från 1949 års krigsorganisation anta en brigadorganisation. Blekingebrigaden sattes upp åren 1949–1951 vid Kronobergs regemente (I 11) genom att fältregementet Blekinge regemente (IR 41) omorganiserades till brigad.
År 1988 hade överbefälhavaren Bengt Gustafsson, på uppdrag av Regeringen Carlsson I, tillsatt en utredning om arméns utveckling, vilket mynnade ut i Försvarsutredning 88. I utredningen och regeringens proposition ställdes grundutbildningen vid Kronobergs regemente (I 11/Fo 16), det vill säga bemanningen av Blekingebrigaden och dess systerbrigad Kronobergsbrigaden (IB 11), mot utbildningen av brigaderna vid Norra Smålands regemente (I 12/Fo 17). Då regeringen ansåg att Norra Smålands regemente hade goda samövnings- och samträningsmöjligheterna inom Eksjö garnison, föreslogs en avveckling av Kronobergs regemente (I 11/Fo 16/18) som utgjorde en solitär i Växjö. Kvar i Växjö skulle en försvarsområdesmyndighet organiseras.
Riksdagen antog i december 1989 regeringens proposition om att arméns nya grund- och krigsorganisation från den 1 juli 1992, vilken bland annat skulle bestå av 18 brigader (en minskning med 11 brigader). Blekingebrigaden utgick ur krigsorganisationen och upplöstes 30 juni 1991.

## Verksamhet
Huvuddelen av brigaden grundutbildades vid Kronobergs regemente (I 11). Brigaden genomgick förbandstyperna IB 49, IB 59, IB 66, IB 66R och IB 66M. Genom försvarsbeslutet 1972 kom brigaden att bli Kronobergs regementes sekundära brigad, detta då den inte upptogs till brigadorganisationen IB 77.

### Organisation
Brigaden var organiserad enligt Infanteribrigad 66, där infanteriskyttebataljonerna utbildades vid Kronobergs regemente.

- 1x brigadledning
- 1x infanterispaningskompani
- 3x infanteriskyttebataljoner
  - 4x skyttekompanier
  - 1x tungt granatkastarkompani
  - 1x trosskompani
- 1x infanteripansarvärnskompani
- 1x stormkanonkompani
- 1x infanteriluftvärnskompani
- 1x infanterihaubitsbataljon
- 1x infanteriingenjörsbataljon
- 1x infanteriunderhållsbataljon

## Heraldik och traditioner
Under 1980-talet under dåvarande brigadchefen Björn Swärdenheims ledning gjordes ett inofficiellt tillägg i brigadnamnet som blev Blekingebrigaden – Smålands grenadjärer. Bataljonerna samt de självständig kompanierna i brigaden fick egennamn ur det traditionsarv som Kronobergs regemente hade från Karlskrona grenadjärregemente.

## Förbandschefer
Brigadchefer åren 1949–1991.

- 1949–1983: ?
- 1983–1988: Björn Swärdenheim[ifrågasatt uppgift]
- 1988–1991: ?

## Namn, beteckning och förläggningsort
| Blekingebrigaden | 1949-10-01 | – | 1991-06-30 |

| IB 41 | 1949-10-01 | – | 1991-06-30 |

| Växjö garnison (F) | 1949-10-01 | – | 1991-06-30 |